# Westland Wapiti

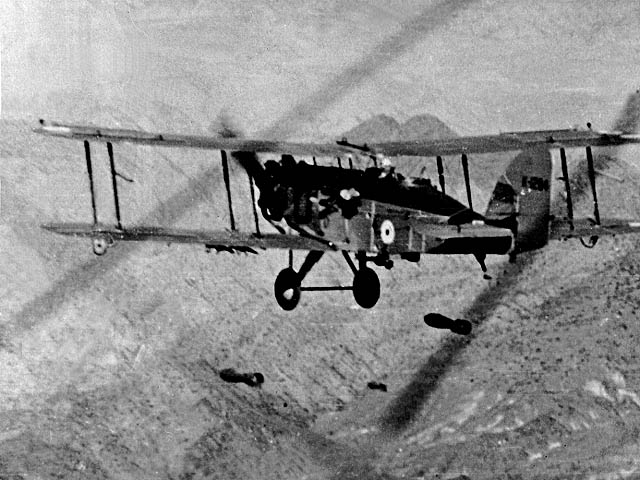
Un Wapiti della RCAF mentre sgancia il suo carico di bombe.

Il Westland Wapiti era un monomotore biplano multiuso prodotto dall'azienda britannica Westland Aircraft Works tra la fine degli anni venti e l'inizio degli anni trenta.
Impiegato principalmente dalla Royal Air Force nel periodo tra le due guerre mondiali, venne utilizzato anche da altre forze aeree del Commonwealth. Ricoprì prevalentemente ruoli di osservazione e ricognizione.
Il nome Wapiti, è quello di un cervide che vive nel Nord America ed nelle zone orientali dell'Asia.

## Storia del progetto
Alla fine degli anni venti l'Air Ministry emise la specifica 26/27, nella quale chiedeva la fornitura di un velivolo multiuso da fornire alla RAF per sostituire il precedente Airco DH.9A. In particolare, a causa delle modeste disponibilità di bilancio e della facile reperibilità dei pezzi di ricambio, il nuovo velivolo doveva utilizzare il maggior numero possibile di componenti dello stesso modello che doveva sostituire.
Numerosi furono i progetti presentati in risposta alla specifica ma fu la Westland, presso le cui linee di montaggio si costruiva il DH.9A, ad ottenere l'ordine iniziale di 25 esemplari dello Wapiti.
Il prototipo si alzò in volo per la prima volta il 7 marzo del 1927 ed il primo reparto equipaggiato (l'84° Squadron, di base in Iraq) divenne operativo l'anno successivo.
Il Wapiti fu costruito in diverse versioni e dalla sua cellula fu sviluppato il nuovo velivolo Westland Wallace.
Un Wapiti fu usato come aereo di prova per testare il motore Bristol Draco.

## Tecnica
Il Westland Wapiti era un biplano monomotore piuttosto convenzionale: le coppie delle ali avevano il medesimo allungamento, i due posti per l'equipaggio erano disposti in tandem ed il carrello d'atterraggio era di tipo fisso, con pattino di coda. La struttura era di tipo misto: la parte anteriore della fusoliera era costituita da tubi metallici con struttura in alluminio e rivestimento in tela, mentre la parte posteriore aveva struttura in legno e rivestimento in tela.
Il motore impiegato prevalentemente era il radiale a 9 cilindri Bristol Jupiter, ma venne sostituito in alcune varianti da Armstrong Siddeley Jaguar (sempre radiale, ma a 14 cilindri).
L'armamento era costituito da due mitragliatrici: una Vickers (da 7,7 mm) sincronizzata per sparare attraverso il disco dell'elica ed una Lewis disposta su un supporto anulare Scarff nell'abitacolo posteriore.
Lo Wapiti poteva trasportare fino a 580 lb di bombe (pari a 263 kg).

## Impiego operativo
Gli Wapiti trovarono il loro principale impiego in Iraq ed in India, principalmente con compiti di ricognizione (effettuarono anche missioni di bombardamento). Tra le missioni da ricordare, spicca l'evacuazione di Kabul (nel dicembre del 1928): in tale occasione gli Wapiti del 20° Squadron funsero da scorta per i Vickers Victoria che provvidero a mettere in salvo i componenti della Legazione britannica di stanza nella città afghana.
In Gran Bretagna gli Wapiti vennero assegnati alla riserva (inquadrati nella Royal Auxiliary Air Force) a partire dal 1929 e rimasero in servizio fino al 1937. In India il velivolo rimase operativo fino al 1939, mentre in Australia e Canada gli Wapiti erano ancora operativi allo scoppio della seconda guerra mondiale.

## Versioni
- Mk I: prima versione di serie; equipaggiata con motore Bristol Jupiter VI.
  - Mk IA: versione migliorata con l'adozione del motore Bristol Jupiter VIIIF.
  - Mk IB: dotata di carrello con ruote indipendenti; giunti ai reparti i velivoli vennero rimotorizzati con motori Armstrong Siddeley Panther (radiali a 14 cilindri).
- Mk II: versione dotata di struttura interamente metallica.
  - Mk IIA: fu la versione costruita nel maggior numero di esemplari; aveva struttura alare modificata ed era adatta sia per l'impiego con carrello a ruote sia con galleggianti.
- Mk III: versione simile alla IIA, ma con motori Armstrong Siddeley Jaguar VI. Di questa versione 27 esemplari vennero costruiti su licenza in Sudafrica.
- Mk IV: progetto per una versione con fusoliera allungata e motore Hispano-Suiza 12N; non venne realizzata.
- Mk V: realizzata con la fusoliera allungata prevista per la versione IV, ma dotata di motore Bristol Jupiter VIIIF.
- Mk VI: con doppi comandi, per compiti di addestramento.
- Mk VII: un singolo esemplare utilizzato a fini sperimentali, convertito dalla serie V (inizialmente modificato come Houston-Wallace P.V.6).
- Mk VIII: sviluppata dalla prevista versione IV, aveva motore Armstrong Siddeley Jaguar VI.

Dati sulle versioni estratti da L'Aviazione.

## Velivoli comparabili
Regno Unito
- Blackburn Baffin
- Fairey III
- Fairey Gordon
- Hawker Hardy
- Vickers Vincent
- Westland Wallace

## Utilizzatori
Australia
- Royal Australian Air Force

 Canada
- Royal Canadian Air Force

 Repubblica di Cina
- Chung-Hua Min-Kuo K'ung-Chün

 India Britannica
- Royal Indian Air Force[5]

 Sudafrica
- South African Air Force

 Regno Unito
- Royal Air Force